# Theodore Roszak
Theodore Roszak (Chicago, 15 de noviembre de 1933 - Berkeley, 5 de julio de 2011) fue un académico y novelista estadounidense que concluyó su carrera académica como profesor emérito de historia en la Universidad Estatal de California, East Bay. Es conocido por su texto de 1969 The Making of a Counter Culture.

## Biografía
Nació en Chicago, Illinois en 1933, hijo de Anton y Blanche Roszak.  Sus padres eran católicos; su padre era ebanista y su madre era ama de casa.  Roszak asistió a escuelas públicas de Chicago. 
Roszak completó su licenciatura en la Universidad de California, Los Ángeles en 1955.  Luego recibió su doctorado. en Historia de la Universidad de Princeton en 1958  con una tesis titulada " Thomas Cromwell y la reforma henricana". 
Su carrera académica comenzó en la Universidad de Stanford de 1958 a 1963   antes de unirse a Cal State Hayward. Durante la década de 1960 vivió en Londres, donde editó el periódico Peace News de 1964 a 1965. También enseñó en la Universidad Estatal de San Francisco en 1981 y en el Schumacher College en 1991. Apareció en el episodio "Estilos de vida alternativos en California" de la serie de televisión de la BBC de 1977, The Long Search .
Su carrera como escritor comenzó en 1966 cuando comenzó a colaborar con The Nation y The Atlantic.
Theodore Roszak murió a los 77 años en su casa de Berkeley, California, el 5 de julio de 2011.

## Carrera académica
Roszak saltó a la fama pública en 1969, con la publicación de The Making of a Counter Culture, que explicaba la contracultura europea y norteamericana de los años sesenta. Se le atribuye el primer uso del término "contracultura". Según el historiador Todd Gitlin, "La gente intentaba descubrir: '¿Qué es esto que nos ha sobrevenido?' Él lo nombró".
Otros libros incluyen Where the Wasteland Ends, The Voice of the Earth (en el que acuñó el término para el campo en ciernes de la ecopsicología), Person/Planet, The Cult of Information, The Gendered Atom: Reflections on the Sexual Psychology of Science, y Longevity Revolution: As Boomers Become Elders. También coeditó (con Mary Gomes y Allen Kanner) la antología Ecopsychology: Healing the Mind, Restoring the Earth, y (con su esposa Betty) la antología Masculine/Feminine: Essays on Sexual Mythology and the Liberation of Women.

## Ficción
Su ficción incluye una novela de culto sobre la "historia secreta" del cine titulada Flicker y las premiadas Memorias de Elizabeth Frankenstein.  En una entrevista de 1995 con Publishers Weekly, Roszak dijo: "Para mí, la no ficción fue un desvío que tomé en el camino hacia la ficción" y "Pero escribir ficción es como trabajar sin una red, y me tomó mucho tiempo escribir algo". eso fue lo suficientemente bueno como para ser publicado. Cuando surgieron oportunidades para escribir no ficción, las aproveché [...] Pero si las cosas hubieran salido como quería, siempre habría sido novelista". Su última novela, publicada en 2003, es El diablo y Daniel Silverman.

## Premios y honores
- Centro Abierto de Nueva York en 1999 por su "Análisis profético e influyente de la cultura estadounidense"
- Becario Guggenheim y fue nominado dos veces al Premio Nacional del Libro.[32]
- 1995 Premio Tiptree por Las memorias de Elizabeth Frankenstein
- 2009 Gran premio del Imaginario de novela en lengua extranjera, por El niño de cristal: una historia de la vida enterrada

## Publicaciones

### No ficción
- The Dissenting Academy (1968)[33][34][35]
- The Making of a Counter Culture (1969)
- Masculine/Feminine: Readings in Sexual Mythology and the Liberation of Women (1969)
- Where the Wasteland Ends (1972)
- Sources (1972)
- Unfinished Animal: The Aquarian Frontier and the Evolution of Consciousness (1975)[36]
- Person/Planet: The Creative Disintegration of Industrial Society (1979)
- From Satori to Silicon Valley (1986)
- Roszak, Theodore (1986). The Cult of Information: The Folklore of Computers and the True Art of Thinking. ISBN 9780520085848.
- Fool's Cycle/Full Cycle (1988) ISBN 0-931191-07-6
- The Voice of the Earth (1992); 2nd edition (2001), Phanes Press, ISBN 978-1890482800
- The Cult of Information: A Neo-Luddite Treatise on High Tech, Artificial Intelligence, and the True Art of Thinking (1994) 2nd edition
- The Gendered Atom (1999)
- Kanner, Roszak, & Gomes. Ecopsychology: Restoring the Earth, Healing the Mind. Sierra Club Books (1995) ISBN 0-87156-406-8
- World Beware! American Triumphalism in an Age of Terror (2006, ISBN 1-897071-02-7)
- The Making of an Elder Culture: Reflections on the Future of America's Most Audacious Generation.  (2009) New Society Publishers. ISBN 978-0-86571-661-2

### Ensayos
- Birth of an Old Generation"
- "When the Counterculture Counted
- "Raging Against the Machine: In its '1984' Commercial, Apple Suggested that its Computers Would Smash Big Brother. But Technology Gave Him More Control." Los Angeles Times, 28 de enero de 2004.

### Ficción
- Pontifex (1974)
- Bugs (1981)
- Dreamwatcher (1985)
- Flicker (1991)
- The Memoirs of Elizabeth Frankenstein (1995)
- The Devil and Daniel Silverman (2003) Leapfrog. ISBN 0-9679520-7-7
- The Crystal Child: A Story of the Buried Life (2013). Publicado póstumamente.